# Ruf Roadster
 (août 2011).
Si vous disposez d'ouvrages ou d'articles de référence ou si vous connaissez des sites web de qualité traitant du thème abordé ici, merci de compléter l'article en donnant les références utiles à sa vérifiabilité et en les liant à la section « Notes et références ».
La Ruf Roadster est une Targa produite par le constructeur allemand d'automobiles Ruf. Présentée à l'occasion du Salon international de l'automobile de Genève 2010, elle se veut la version restylée et à moteur thermique de l'eRuf présentée en 2009.
La Roadster trouve ses origines dès 1995, quand la Porsche 911 (993) Targa fut dévoilée. Du système Targa originel encore présent sur la 964, un système de toit panoramique coulissant fut adopté sur la 993. Dès lors, Alois Ruf réfléchit à moderniser le système tout en en gardant l'esprit de base. Le projet ne put être industrialisé qu'à l'avènement des matériaux composites, l'emboutissage de tôles coûtant trop cher dans le cas de petites séries. Le toit de la Ruf Roadster est simple dans sa conception : un arceau de sécurité permet de fixer deux panneaux de toit sur le pare-brise, et, également, la lunette arrière fabriquée en plastique souple.
Cette conception permet d'avoir plusieurs véhicules en un et de ne pas avoir de remous d'air lorsque le véhicule est ouvert.
La Roadster est produite sur une base de Porsche 911 (997) cabriolet. Le pare-brise est changé pour un modèle plus court, l'arceau de sécurité est soudé, les places arrière et le couvre-capote sont supprimés. La carrosserie reçoit le traditionnel kit Ruf, l'intérieur lui, la planche de bord spécifique, et des sièges baquets.
Niveau motorisation, deux moteurs (un 3,8 400 ch et un 3,8 Turbo 560 ch) sont disponibles, deux boîtes de vitesses (manuelle à 6 vitesses, automatique "PDK" à sept vitesses) et deux types de transmissions (2 ou 4 roues motrices). La version atmosphérique effectue le 0 à 100 km/h en 4,6 secondes, et a une vitesse de pointe de 295 km/h.
Une version électrique codéveloppée avec Siemens existe, l'eRuf Roadster.